# Печать Западной Виргинии
Большая печать штата Западная Виргиния — один из государственных символов штата Западная Виргиния, США. Была принята в 1863 году. В центре печати изображён валун, на котором написано «June 20 1863» (англ. «20 июня 1863 года»). Это дата провозглашения Западной Виргинии штатом. Перед валуном лежат перекрещенные винтовки, символизирующие важность борьбы за свободу государства. Два человека по бокам валуна представляют сельское хозяйство и промышленность. Слева стоит фермер с топором и плугом, а с другой шахтёр с киркой и кувалдой. Наружное кольцо печати содержит текст «State of West Virginia» (англ. «Штат Западная Виргиния») и девиз штата «Montani Semper Liberi» (лат. «Горцы всегда свободны»). Существует также реверс печати и официальная печать губернатора Виргинии.

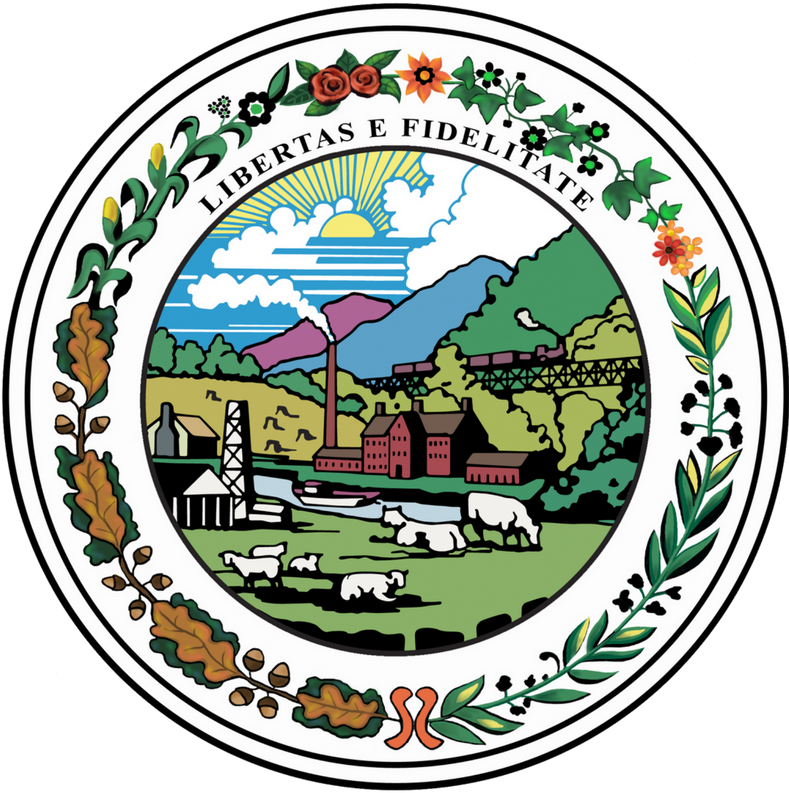
Реверс печати